# Acushnet Center (Massachusetts)
Localização de Massachusetts nos E.U.A.
Acushnet Center é um lugar designado pelo censo localizado no condado de Bristol no estado estadounidense de Massachusetts. No Censo de 2010 tinha uma população de 3.073 habitantes e uma densidade populacional de 827,4 pessoas por km².

## Geografia
Acushnet Center encontra-se localizado nas coordenadas 41° 41′ 06″ N, 70° 54′ 24″ O. Segundo o Departamento do Censo dos Estados Unidos, Acushnet Center tem uma superfície total de 3.71 km², da qual 3.66 km² correspondem a terra firme e (1.32%) 0.05 km² é água.

## Demografia
Segundo o censo de 2010, tinha 3.073 pessoas residindo em Acushnet Center. A densidade de população era de 827,4 hab./km². Dos 3.073 habitantes, Acushnet Center estava composto por 96.32% brancos, 0.49% eram afroamericanos, 0.33% eram amerindios, 0.39% eram asiáticos, 0% eram insulares do Pacífico, 0.78% eram de outras raças e 1.69% pertenciam a dois ou mais raças. Do total da população 1.07% eram hispanos ou latinos de qualquer raça.